# José Piñera
Pour les articles homonymes, voir Piñera.
José Manuel Piñera Echenique (né le 6 octobre 1948 à Santiago, Chili) est un économiste libéral chilien, ministre du Travail et des Retraites (1978-1980) puis des Mines (1980-1981) de la dictature militaire d'Augusto Pinochet. 
Auteur de la loi constitutionnelle concernant les droits de propriété privée dans les mines chiliennes, son nom est surtout resté associé à la mise en place au Chili du régime de retraite par capitalisation à la place de la retraite par répartition. À cet égard, il est considéré comme le plus important avocat de la privatisation des systèmes de retraite publics.
Il est également le frère de Sebastián Piñera, président du Chili de 2010 à 2014 puis de 2018 à 2022.

## Origines familiales
La famille Piñera est originaire des Asturies en Espagne.
José Piñera est le fils de José Piñera Carvallo, ambassadeur chilien en Belgique puis aux Nations unies sous la présidence d'Eduardo Frei Montalva (1964-1970). Il a pour oncle l'archevêque Bernardino Piñera Carvallo, élu à deux reprises président de la conférence des évêques du Chili.
Il a également trois frères, Sebastián Piñera, homme d'affaires et homme politique,  président du Chili de 2010 à 2014 puis de 2018 à 2022, Pablo Piñera, membre du conseil d'administration de la banque de l'État (Banco del Estado de Chile) pendant le gouvernement Bachelet, et Miguel Piñera, musicien. Il a également deux sœurs, Guadalupe et Magdalena.

## Formation
Comme la plupart des « Chicago Boys », il suivit une formation en économie à l'université pontificale catholique du Chili. Il obtint également un doctorat en économie de l'université Harvard. Il retourna au Chili en 1975, comme professeur à l'université où il avait commencé sa formation. Il a écrit huit ouvrages et de nombreux articles, y compris dans des journaux comme le Wall Street Journal, le Washington Post ou le New York Times.

## Carrière gouvernementale

### Présentation générale
Docteur en économie, il entre en décembre 1978 au gouvernement de la dictature militaire d'Augusto Pinochet auquel il propose un plan de réformes libérales qui pouvaient, selon lui, doubler le taux de croissance de l'économie chilienne. Il fut nommé ministre du travail et des retraites (1978-1980) puis ministre des mines (1980-1981) et membre du cabinet gouvernemental d'Augusto Pinochet. 
Il mit en place quatre réformes majeures : la mise en place de la retraite par capitalisation (système AFP), l'ouverture d'un système d'assurance maladie individuel (système ISAPRE), la mise en place d'un code du travail qui rétablissait les élections syndicales démocratiques et l'établissement d'un système de droits de propriété dans le secteur minier. Il a été l'un des promoteurs de la nouvelle constitution de 1980 qui établit une charte des droits.

### Premières mesures
José Piñera entra au gouvernement quand deux dangers majeurs se profilaient : guerre potentielle avec l'Argentine et menace de blocus par le syndicat américain AFL-CIO. En tant que ministre du travail il annonça rapidement une loi sur les syndicats rétablissant les droits syndicaux qui étaient suspendus depuis le coup d'État du 11 septembre 1973. La menace de boycott fut levée en janvier 1979 à la suite de ces mesures et de discussions menées avec le dirigeant de l'AFL-CIO, George Meany. La médiation du Vatican dans le conflit avec l'Argentine à propos des îles Beagle permit de calmer la situation argentine.

### Réforme du marché du travail
Le 29 juin 1979, il annonça une réforme de la réglementation syndicale, organisée autour de quatre lois : 
- D.L. 2.756 restaura la liberté syndicale, imposa les votes à bulletins secrets pour l'élection des dirigeants syndicaux et autorisa la libre adhésion à un syndicat au sein d'une entreprise;
- D.L. 2.757 régula la création et le fonctionnement des organisations professionnelles;
- D.L. 2.758 instaura un système de négociations collectives basé sur :
  - la négociation entre syndicat et patronat à l'échelle de l'entreprise et non plus de branches d'activités
  - le droit de grève consiste en la possibilité de refuser de travailler sans être licencié et non de mettre en place des piquets de grève
  - l'autorisation du lockout pour les employeurs et la possibilité de licencier les grévistes après 60 jours de grève
  - institua un mécanisme de négociation « d'offre définitive » dans les services publics. Dans un tel schéma, le médiateur choisit l'une ou l'autre des propositions des négociateurs mais ne peut pas arbitrer. Cela a pour effet de forcer les différents acteurs à être raisonnables dans leurs demandes plutôt que de tout perdre;
- D.L. 2.759 renforça la législation de la concurrence contre les monopoles.

L'ensemble des centrales syndicales chiliennes se sont opposées à ce plan. 
Selon les chiffres du ministère du travail chilien, à la suite de cette législation, 97 % des négociations collectives purent être réglées sans le recours à la grève. Les 3 % restants furent réglés avec en moyenne 12 jours de grève. Après plusieurs recours à la négociation « d'offre définitive », la négociation s'établit généralement sans le recours à ce moyen d'arbitrage. Le contexte politique est cependant marqué par l'arrestation, l'expulsion et l'assassinat par le pouvoir de dirigeants syndicalistes, ainsi que par la répression sanglante de manifestations (interdites par le pouvoir),,. Parallèlement, au sein du cabinet, Piñera est défavorable à l'expulsion du syndicaliste Manuel Bustos (qui sera effectivement exilé de force par le gouvernement), et défend l'habeas corpus. 

### Réforme du système de retraites
Le 4 novembre 1980, Piñera introduisit une réforme du système de retraites (D.L 3.500 and D.L 3.501) qui remit à plat le système de retraite par répartition conçu en 1925,. Il a été surnommé le « joueur de flûte de la réforme des retraites » pour sa capacité de conviction en faveur de la retraite par capitalisation. 
Il autorisait les travailleurs à se retirer du système public de retraites et d'utiliser les cotisations qu'ils y consacraient (10 % du salaire, plus 2 % de commission pour la gestion du fonds) pour cotiser à un fonds de pension géré par des investisseurs privés. Les nouveaux salariés étaient automatiquement intégrés dans ce système et 500 000 salariés rejoignirent le nouveau système dans son premier mois d'existence contre des prévisions de 50 000. L'âge de départ à la retraite est désormais libre, c'est le salarié qui prend la décision en fonction du capital qu'il a accumulé par ses cotisations. Ces mesures entraînèrent une privatisation du système de retraites chilien et introduisirent deux changements majeurs au système de santé : privatisation du système d'assurance contre les accidents du travail et autorisation pour les travailleurs de quitter le système public d'assurance maladie (7 % du salaire) à condition de cotiser à une assurance privée dans le système ISAPRE.
L'impact de ces réformes a été très important puisqu'en 2007, 7,7 millions de personnes avaient un fonds de pension privé, pour une population active de 7 millions et une population en âge de travailler de 12,6 millions. Le système d'assurance maladie avait 1,2 million de cotisants qui couvraient 2,7 millions de personnes en décembre 2006, soit environ un sixième de la population chilienne. La proportion de personnes couvertes par le système ISAPRE a diminué depuis le milieu des années 1990 où elle s'élevait à 25 % de la population.
Le passage de la retraite par répartition à la retraite par capitalisation a été rendu possible par la création d'un fonds de garantie auquel ont été apportées les recettes tirées des privatisations d'entreprises publiques.
Les fonds de pension ont selon lui dégagé en moyenne un rendement de 12 % au-dessus de l'inflation sur les 15 premières années contre 4 % promis et les capitaux accumulés sur les fonds des travailleurs s’élèvent à 90 milliards $ soit environ 80 % du PNB chilien. Selon William Lewis de l'université de Chicago, les dépenses de l'État on baissé de 34,3 à 21,9 % du PIB entre 1984 et 1990. Les retraites et l'assurance maladie représentaient la moitié de cette baisse.
Comme le remarque Paul Craig Roberts, « Le Chili a été le premier pays au monde à privatiser son système de retraite. José Piñera en a été le principal acteur. Cela aurait suffi à la faire entrer dans l'histoire mais il a également lancé la privatisation du système de soins »
Certains analystes et journalistes ont critiqué le système de retraites chilien, pointant en particulier le fait que les travailleurs indépendants n'étaient pas obligés de cotiser ou que le système imposait des coûts administratifs excessifs pour un bénéfice insuffisant pour les travailleurs à bas revenus, ainsi que la pénalisation des femmes puisque celles-ci sont traitées de la même manière que les hommes alors qu'elles naviguent entre un travail salarié et le traitement des tâches ménagères. Par exemple, « une femme médecin qui s’est tournée vers un fonds de pension en 1981 et a cotisé sans aucune interruption au taux maximum reçoit une retraite inférieure à 550 euros. Un homme marié ayant cotisé sur les mêmes bases perçoit quant à lui 945 euros. Si elle avait conservé son régime de retraite par répartition, comme certaines de ses collègues ont pu le faire, sa retraite s’élèverait à 1 100 euros. ». En 2006, une réforme a renforcé le « filet de sécurité » pour ceux qui n'atteignent pas une retraite minimale.
En octobre 2008, il est révélé qu'à la suite de la crise économique, les fonds de pension chiliens avaient perdu 26,7 % de leur capital en moins d'un an. Néanmoins, à la fin de l'année 2009, ces mêmes fonds de pension chiliens enregistraient des bénéfices record, effaçant les pertes de l’année précédente. Ainsi, entre 1981 et 2009, la rentabilité moyenne du fonds principal aura été de 9,19 % par an, soit un taux plus de deux fois supérieure au rendement minimum nécessaire pour assurer le paiement des pensions des affiliés .

### Réforme minière
Le 1er décembre 1981, José Piñera obtint de la cour constitutionnelle la validation de sa loi minière qui protègent les droits de propriété dans ce secteur important de l'économie chilienne. La loi fut votée par les sept juges de la cour. Cette loi et le cadre favorable à l'économie de marché stimula l'investissement et entraîna une multiplication par cinq de la production de cuivre chilien (d'un million de tonnes par an à 5,4 millions) et une multiplication par 16 pour le cuivre produit par les investisseurs privés. Le Chili est désormais le plus gros producteur au monde avec 45 % de la production mondiale. C'est également le plus gros producteur de nitrates naturels, d'iode et de lithium, le second en termes de molybdène, le cinquième pour l'argent et le treizième pour l'or.
La loi minière prépara également le cadre intellectuel pour la privatisation des compagnies d'État, en particulier dans le secteur de l'énergie et des télécommunications.

## Carrière politique
En 1988, José Piñera est favorable au vote oui lors du référendum sur le maintien au pouvoir de Pinochet (contrairement à son frère Sebastián). La victoire du non, avec 56 %, permet la fin de la dictature et le retour de la démocratie en 1990.
En 1992, il se présente aux élections municipales comme candidat de l'UDI (pro-Pinochet) et est élu à Conchalí, un quartier pauvre de Santiago, la majorité allant toutefois à la Concertation des partis pour la démocratie.
En 1993, il se présente comme candidat indépendant à l'élection présidentielle. Il obtient 6,18 % des voix alors qu'Eduardo Frei Ruiz-Tagle, le candidat de la Concertation des partis pour la démocratie, est élu dès le premier tour avec 57,98 % des voix.

## Combat pour la retraite par capitalisation
En 1994, Piñera a fondé le Centre pour la réforme des retraites afin de promouvoir le « modèle » chilien dans le reste du monde. En 1995, il rejoint le Cato Institute comme vice-président de son projet pour la liberté de choix dans les retraites,.
Le président de l’International Federation of Pension Fund Managers décrit comme suit l’approche : « Vers la fin 2006, 28 pays (dont 11 en Amérique latine, 12 en Europe centrale et orientale et 5 dans d’autres régions du monde) avaient déjà introduit des systèmes de retraite obligatoires fondés sur la capitalisation individuelle dans leurs régimes respectifs. Au total, 100 millions de travailleurs disposent désormais d’un compte épargne-retraite de ce type, dont les capitaux accumulés s’élèvent à plus de 255 milliards de dollars. L’Ukraine et la Roumanie ont déjà adopté des réformes qui seront mises en application en 2008 et 2009 et qui incluent l’introduction d’un système de capitalisation obligatoire dans leurs régimes de retraite. »
En mai 2008, Richard Rahn, président de l’Institute for Global Economic Growth, a écrit dans le Washington Times : « Si vous deviez citer le nom d’une personne qui a permis à plus de gens d’accroître leur prospérité et leur sécurité que toute autre personne dans le monde, qui serait votre choix ? En 1881, ici à Berlin, Otto von Bismarck a fondé le premier système moderne de retraite par répartition, qui servit de modèle à la Social Security américaine et à celui de nombreux autres pays, y compris le fait de fixer l’âge de la retraite à 65 ans. Non, Bismarck n’est pas la réponse. La réponse est José Piñera. »
Président du Centre international pour la réforme des pensions, José Piñera est co-président de l'institut Cato (Cato Institute) sur les projets de sécurité sociale.

## Récompenses
- Docteur honoris causa de l'université Francisco-Marroquin[22]
- Médaille d'or John S. Bickley de l'International Insurance Society (1999)
- Hall of Fame (2000) de l'International Insurance Society
- Champion of Liberty (2003) du Goldwater Institute (conservateur) [23]
- Liberty Award (2005) du Liberalni Institut, Prague[24]

## Ouvrages
- Le Taureau par les cornes avec Jacob Arfwedson, Éditions Charles Coquelin, 2008, 136 pages  (ISBN 2-915909-18-0)
- Pour un système de retraite qui marche ! La réforme chilienne, traduction Jacob Arfwedson, LC éditions, 2013, 20 pages  (ISBN 9782954645803)
- Fundamentos de la Ley Constitucional Minera, Santiago du Chili, Economía y Sociedad, 2002. 146 p.
- Sin Miedo al Futuro, Madrid, éditions Noesis, 1995
- El Cascabel al Gato, Santiago du Chili, éditions Zig Zag, 1991
- La Revolucion Laboral en Chile, Santiago du Chili, éditions Zig Zag, 1990